# Natane castro
1. REDIRECIONAMENTO Natane Castro